# فیلم نوجوانان

مجموعه پسران آبی (به انگلیسی: Waterboys) یک کمدی ژاپنی برای نوجوانان محصول سال 2001 به کارگردانی شینوبو یاگوچی و با بازی ساتوشی سومابوکی است.

فیلم نوجوانان (به انگلیسی: Teen film) ژانر فیلمی محسوب می‌شود که گروه هدف آن نوجوانان و جوانان هستند و پی‌رنگ آن بر روی مولفه‌های خاص خود مانند بلوغ، تلاش برای جا افتادن، قلدری، فشار همسالان، اولین عشق، طغیان نوجوان، تعارض با پدر و مادر و عصبانیت نوجوان یا بیگانگی تمرکز دارد. در این سبک فیلم، موضوعات فوق معمولاً به روشی، کلیشه ای یا پیش پا افتاده ارائه می‌شوند. بسیاری از شخصیت‌های نوجوان در این سبک از فیلم توسط بازیگران جوان بالغ بین ۲۰ تا ۳۰ سال به تصویر کشیده می‌شوند. برخی از فیلم‌های نوجوان مورد توجه مردان جوان نیز قرار می‌گیرند، در حالی که برخی دیگر از آنها بیشتر مورد توجه زنان جوان است.
فیلم‌های این ژانر اغلب در دبیرستان‌ها و کالج‌ها ساخته می‌شوند یا حاوی شخصیت‌هایی هستند که در سن دبیرستان یا دانشگاه هستند.

## گونه‌ها
فیلم‌های کلاسیک نوجوانان اغلب شبیه یک کمدی عاشقانه است. ژانرهای ترکیبی عبارتند از:
- نوجوانان علمی تخیلی
- وحشت نوجوانان
- درام نوجوانان
- کمدی نوجوان
- کمدی جنسی نوجوانان
- موزیکال نوجوان
- اکشن نوجوانان
- تریلر نوجوانان

انواع اضافی فیلم‌های نوجوان را می‌توان دوباره به زیر مجموعه‌های گوناگون تقسیم کرد. این موارد را می‌توان در لیست فیلم‌های نوجوان یافت.

### فیلم‌های ساحلی
از نمونه‌های اولیه این ژانر در ایالات متحده می‌توان به "فیلم بیچ پارتی" دهه‌های ۱۹۵۰ و ۱۹۶۰ مانند مجموعه گجت اشاره کرد.

## کدها و قراردادها
سبک‌های فیلم نوجوان بسته به زمینه فرهنگی در هر نقطهای متفاوت است، اما آنها می‌توانند شامل پرام، الکل، مواد غیرقانونی، دبیرستان‌ها، مهمانی‌ها، بکارت، بارداری نوجوانان، گروه‌های اجتماعی و دار و دسته‌ها، اختلافات میان فردی با همسالان و/یا نسل‌های قدیمی‌تر، جا افتادن، فشار همسالان و فرهنگ عامه باشند.
سبک‌ها و روش‌های کلاسیک فیلم‌های نوجوان از فیلم‌های آمریکایی می‌آیند. یکی از مسائلی که به‌طور گسترده در این سبک مورد استفاده قرار می‌گیرد، تأکید بر کلیشه‌ها و گروه‌های اجتماعی است. 
کلیشه‌هایی که معمولاً مورد استفاده قرار می‌گیرند عبارتند از:
- جاک/هلهله‌چی
- کویین بی (عبارت جایگزین آن دختره)
- گیک/نرد
- یاغی
- ناسازگار/رانده شده
- پسر/دختر همسایه
- دختر/پسر تازه‌وارد
- تنها
- گروه گیک
- داف کلاس
- دلقک کلاس
- استونر
- ورزشکار
- دانشجوی خارجی

به غیر از شخصیت‌ها و خصایصشان شیوه‌های زیادی از فیلم نوجوان وجود دارد. این فیلم‌ها غالباً در مدارس دبیرستان یا اطراف آن و مکان‌هایی که نوجوانان در آن رفت‌وآمد می‌کنند، مانند مراکز خرید و رستوران‌ها به تصویر کشیده می‌شوند.

## کهن الگوهای رایج
نمونه خوبی از کهن الگوهای موجود در فیلم‌های نوجوانان را می‌شود در فیلم در باشگاه صبحانه ۱۹۸۵ دید. این کهن الگوها از آن زمان به بخش وسیعی از فرهنگ تبدیل شده‌اند. جاک‌ها، هلهله‌چی و طردشده، در میان دیگر موارد، برای مخاطب به یک ویژگی آشنا و لذت بخش تبدیل می‌شود. با این حال، ژانرها پویا هستند. آنها برای برآوردن انتظارات مخاطبان تغییر و توسعه می‌یابند.